# Roast på Berns
Roast på Berns var ett svenskt tv-program i Kanal 5 under ledning av Erik Haag (som agerade roastmaster). Programmet gick ut på att svenska kändisar (bland annat Pernilla Wahlgren och Bert Karlsson) blev roastade på Berns salonger i Stockholm av både återkommande komiker (Petra Mede, André Wickström, Magnus Betnér, David Batra) och gästkomiker. Det allra första avsnittet hade premiär 7 september 2009.
En ny säsong av programmet spelades in och sändes under våren 2010. Inspelningarna skedde i början av februari 2010. I den andra säsongen blev bland annat Johan Glans, Annika Lantz (med bara kvinnor som roastare), Claes Malmberg och Ernst Billgren roastade.

## Bakgrund
När Henrik Schyffert fyllde 40 år arrangerade han en roastning av sig själv på Intiman. Detta blev startskottet för Roast på Berns.  Den första säsongen av Roast på Berns spelades in redan mars 2009, men sändningen sköts upp till hösten samma år.

## Avsnitt

### Säsong 1
| Nr | Gäst                | Första sändningsdatum |
| --- | ------------------- | --------------------- |
| 1 | "Björn Gustafsson"  | 7 september 2009      |
| Roastare: Soran Ismail, Özz Nûjen, Petra Mede, André Wickström, Magnus Betnér och David Batra. Inspelat 3 mars 2009.               |                     |                       |
| 2 | "Pernilla Wahlgren" | 14 september 2009     |
| Roastare: Felix Herngren, Soran Ismail, Petra Mede, André Wickström, Magnus Betnér och David Batra. Inspelat 4 mars 2009.          |                     |                       |
| 3 | "Robert Gustafsson" | 21 september 2009     |
| Roastare: Sissela Kyle, Petra Mede, Johan Rheborg, André Wickström, Henrik Schyffert och David Batra. Inspelat 9 mars 2009.        |                     |                       |
| 4 | "Henrik Schyffert"  | 28 september 2009     |
| Roastare: Kristoffer Appelquist, Martin Soneby, Petra Mede, André Wickström, Magnus Betnér och David Batra. Inspelat 3 mars 2009.  |                     |                       |
| 5 | "Bert Karlsson"     | 5 oktober 2009        |
| Roastare: Magnus Betnér, Petra Mede, Hasse Brontén, André Wickström, Peter Wahlbeck och David Batra. Inspelat 8 mars 2009.         |                     |                       |
| 6 | "Felix Herngren"    | 12 oktober 2009       |
| Roastare: Fredrik Wikingsson, Fredrik Andersson, Petra Mede, André Wickström, Magnus Betnér och David Batra. Inspelat 4 mars 2009. |                     |                       |
| 7 | "Markoolio"         | 19 oktober 2009       |
| Roastare: Magnus Betnér, Petra Mede, Cecilia Frode, André Wickström, Fredrik Andersson och David Batra. Inspelat 9 mars 2009.      |                     |                       |
| 8 | "Sofia Wistam"      | 26 oktober 2009       |
| Roastare: Soran Ismail, Petra Mede, Peter Wahlbeck, André Wickström, Magnus Betnér och David Batra. Inspelat 8 mars 2009.          |                     |                       |

### Säsong 2
| Nr | Gäst             | Första sändningsdatum |
| --- | ---------------- | --------------------- |
| 1 | "Johan Rheborg"  | 12 april 2010         |
| Roastare: Peter Wahlbeck, Andres Lokko, Henrik Schyffert, André Wickström, Magdalena In de Betou och Özz Nûjen. Inspelat den 16 februari 2010. |                  |                       |
| 2 | "Babben Larsson" | 19 april 2010         |
| Roastare: Felix Herngren, David Batra, Lennie Norman, Petra Mede, Messiah Hallberg och André Wickström. Inspelat den 15 februari 2010.         |                  |                       |
| 3 | "Johan Glans"    | 26 april 2010         |
| Roastare: Håkan Jäder, David Batra, Fredrik Andersson, Petra Mede, Henrik Schyffert och Nour El Refai. Inspelat den 9 februari 2010.           |                  |                       |
| 4 | "Henrik Dorsin"  | 3 maj 2010            |
| Roastare: André Wickström, Petra Mede, Robin Paulsson, Måns Möller, David Batra och Michael Segerström. Inspelat den 9 februari 2010.          |                  |                       |
| 5 | "Claes Malmberg" | 10 maj 2010           |
| Roastare: Lennie Norman, André Wickström, Ola Söderholm, Nour El Refai, Soran Ismail och Henrik Hjelt. Inspelat den 15 februari 2010.          |                  |                       |
| 6 | "Annika Lantz"   | 17 maj 2010           |
| Roastare: Ann Westin, Petra Mede, Zinat Pirzadeh, Marika Carlsson, Cilla Domstad och Babben Larsson. Inspelat den 10 februari 2010.            |                  |                       |
| 7 | "Ernst Billgren" | 24 maj 2010           |
| Roastare: Peter Wahlbeck, Fredrik Andersson, Thomas Järvheden, Ann Westin, Henrik Schyffert och Hasse Brontén. Inspelat den 16 februari 2010.  |                  |                       |